# Sophronica cuprea
Sophronica cuprea là một loài bọ cánh cứng trong họ Cerambycidae.